# 李铁军 (1967年)
李铁军（1967年—），中共党员，工学博士，河北科技大学校长。他还是中国国务院特贴专家，中国自动化学会建筑机器人专委会副主任，中国人工智能学会智能制造专委会常委，IEEE会员。

## 生平
李铁军曾任河北工业大学副校长、机械工程学院院长。2022年6月起，任河北科技大学校长。